# Osteobrama cotio
Osteobrama cotio és una espècie de peix cipriniforme de la família dels ciprínids.

## Subespècies
- Osteobrama cotio cotio (Hamilton, 1822)
- Osteobrama cotio cunma (Day, 1888)
- Osteobrama cotio peninsularis (Silas, 1952)